# Margot Lander (1910-1961)... kærligst
|  | Denne artikel er oprettet af botten PalnaBot ud fra en ekstern database. Den kan derfor have sproglige fejl eller mangler. Denne skabelon kan fjernes efter kontrol af indholdet. |

Margot Lander (1910-1961)... kærligst er en film instrueret af Kai Michelsen.

## Handling
I den kongelige danske ballets nyere historie har første solo-danseren Margot Lander Nyholm en meget central placering. I 1930'erne og 1940'erne, da Harald Lander genopbyggede den danske ballet, blev det af uvurderlig betydning, at han ved sin side havde en kunstnerinde af Margots format... Desværre fik man aldrig - som rimeligt havde været - optaget en film med Margot Lander, der sluttede sin karriere i 1950, da hun endnu stod på toppen af sin kunst. Denne film er lavet på grundlag af privatoptagelser af Margot Landers 3 afskedsforestillinger i 1950 Fremstillet på grundlag af privatoptagelser fra hendes tre afskedsforestillinger i 1950. De over 30 år gamle stumfilm er redigeret, filmteknisk bearbejdet og forsynet med synkron musik til koreografien.